# Lactarius pseudomucidus
Lactárius pseudomúcidus (лат.) — вид грибов рода млечник (Lactarius) семейства сыроежковые (Russulaceae).

## Описание
- Шляпка 3—12 см в диаметре, сначала плоско-выпуклой, затем вдавленной и воронковидной формы, часто с волнистым голым, затем рубчатым краем, угле-бурого или сероватого цвета, покрытая толстым слоем слизи. Кутикула шляпки — иксотриходермис.
- Гименофор пластинчатый. Пластинки приросшие к ножке или слабо нисходящие на неё, белого цвета, с сероватым оттенком, частые, затем довольно редкие, узкие или широкие.
- Мякоть тонкая, сероватого цвета, без особого запаха, с сильным горьким или острым вкусом. Млечный сок молочно-белого цвета, при подсыхании желтеет, острый.
- Ножка 3—11 см длиной и 0,5—1,5 см толщиной, утолщающаяся книзу, полая, бурого или сероватого цвета, в молодом возрасте покрытая обильной слизью. Кутикула ножки — иксокутис.
- Споровый порошок белого цвета. Споры 7—9×6—7 мкм, широко-эллипсоидальной формы. Базидии четырёхспоровые, булавовидной формы. Макроцистиды 60—110×7—14 мкм, удлинённо-веретеновидной формы.

## Экология и ареал
Произрастает на почве в хвойных лесах, в конце лета и осенью. Известен из северо-западной части Северной Америки.

## Сходные виды
- Lactarius mucidus Burl. 1908